# Coco Vandeweghe
Colleen "Coco" Vandeweghe (født 6. december 1991 i New York City, New York, USA) er en professionel tennisspiller fra USA. Hun har været professionel siden 2008 og har to WTA-sejre, begge gange Rosmalen Grass Court Championship i 's-Hertogenbosch i Nederlandene (2014 og 2016). Hendes bedste grand slam-resultat i single er semifinalen i Australian Open 2017, hvor hun tabte til Venus Williams, kvartfinalen i Wimbledon, hvor hun tabte til henholdsvis Maria Sharapova (2015) og Magdalena Rybarikova (2017), samt semifinalen i US Open 2017, hvor hun tabte til Madison Keys. I 2018 vandt Vandeweghe sin første Grand Slam titel i damedoublen sammen med australieren Ashleigh Barty.
Coco Vandeweghe har siden 2015 været fast medlem på amerikanske Fed Cup-hold, og hun var medvirkende årsag til, at USA i 2017 vandt Fed Cup for første gang i 17 år, idet at hun spillede en afgørende faktor i både single og doublekampene.
Coco Vandeweghes træner har siden juni 2017 været australieren Pat Cash, hun har tidligere haft trænere som Jan-Michael Gambill og Craig Kardon tilknyttet sit team.